# Mission Asteroid
Mission Asteroid (Misión Asteroide) es una aventura conversacional realizada por Ken y Roberta Williams y publicada en 1981 para Apple II por Online Systems, futura Sierra Online. Posteriormente aparecería para Atari y Commodore 64.

## Argumento
El comandante Horatio Q. Kumquat te acaba de reclutar para una importante misión. En estos momentos, un gran asteroide se dirige a la Tierra, y la reducirá a escombros en siete horas si no haces algo. Para ello, deberás aprender rápidamente a pilotar una nave espacial y dirigirte con ella hasta el asteroide para destruirlo antes de que sea demasiado tarde.

## Sistema técnico
Este título fue criticado por ser la más fácil y corta de las aventuras conversacionales que publicó Sierra entre 1980 y 1984. El mapa de localizaciones no pasa de 30 habitaciones, y los objetos que se recogen suelen ser utilizados en habitaciones cercanas. Sin embargo, tiene su razón de ser al estar el juego dirigido a una audiencia más juvenil que las demás aventuras conversacionales de la compañía.